# Масалёва, Светлана Дмитриевна
Светлана Дмитриевна Масалёва (род. 29 апреля 1999, Оренбург) — российская волейболистка, либеро.

## Биография
Светлана Масалёва родилась в Оренбурге, где за местный ВК «Нефтяник» играл её отец Дмитрий Масалёв. Волейболом начала заниматься в ДЮСШ № 1 города Тосно Ленинградской области, в который в детстве переехала с семьёй. Первый тренер — Л.А. Масалёва, мать спортсменки. В 2015 приглашена в Казань, где выступала за фарм-команды ВК «Динамо-Казань» в Молодёжной лиге и высших лигах «А» и «Б» чемпионата России, а в 2016 дебютировала за основную команду в суперлиге. В 2017 стала победителем розыгрыша Кубка России. С 2019 играла за нижегородскую «Спарту», а в 2021 году заключила контракт с краснодарским «Динамо».

### Клубная карьера
- 2015—2018 —  «Динамо-Академия-УОР» (Казань) — молодёжная лига;
- 2016—2019 —  «Динамо-Казань» (Казань) — суперлига;
- 2017—2019 —  «Динамо-Казань-УОР» (Казань) — высшие лиги «А» и «Б»;
- 2019—2021 —  «Спарта» (Нижний Новгород) — высшая лига «А» и суперлига;
- 2021—2024 —  «Динамо» (Краснодар) — суперлига;
- с 2024 —  «Заречье-Одинцово» (Московская область) — суперлига.

## Достижения

### Клубные
- бронзовый призёр чемпионата России 2025.
- победитель розыгрыша Кубка России 2017;
  - бронзовый призёр Кубка России 2025.
- победитель (2017), серебряный (2018) и бронзовый (2016) призёр Молодёжной лиги чемпионата России.
- серебряный (2017-весна) и бронзовый (2017) призёр Кубка Молодёжной лиги.
- бронзовый призёр чемпионата России среди команд высшей лиги «А» 2020.

### Индивидуальные
- 2017 (весна): лучшая либеро Кубка Молодёжной лиги.
- 2017: лучшая либеро Кубка Молодёжной лиги.